# Vero Centre
Le Vero Centre est un gratte-ciel néo-zélandais de bureaux de 170 mètres de hauteur construit à Auckland en 2000. C'est l'un des 5 plus haut immeuble de la Nouvelle-Zélande.
L'immeuble a été conçu par la grande agence d'architecture australienne PTW (Peddle Thorp Walker)